# Oecetis erskinensis
Oecetis erskinensis là một loài Trichoptera trong họ Leptoceridae. Chúng phân bố ở miền Australasia.